# Biserica Ortodoxă Sârbă

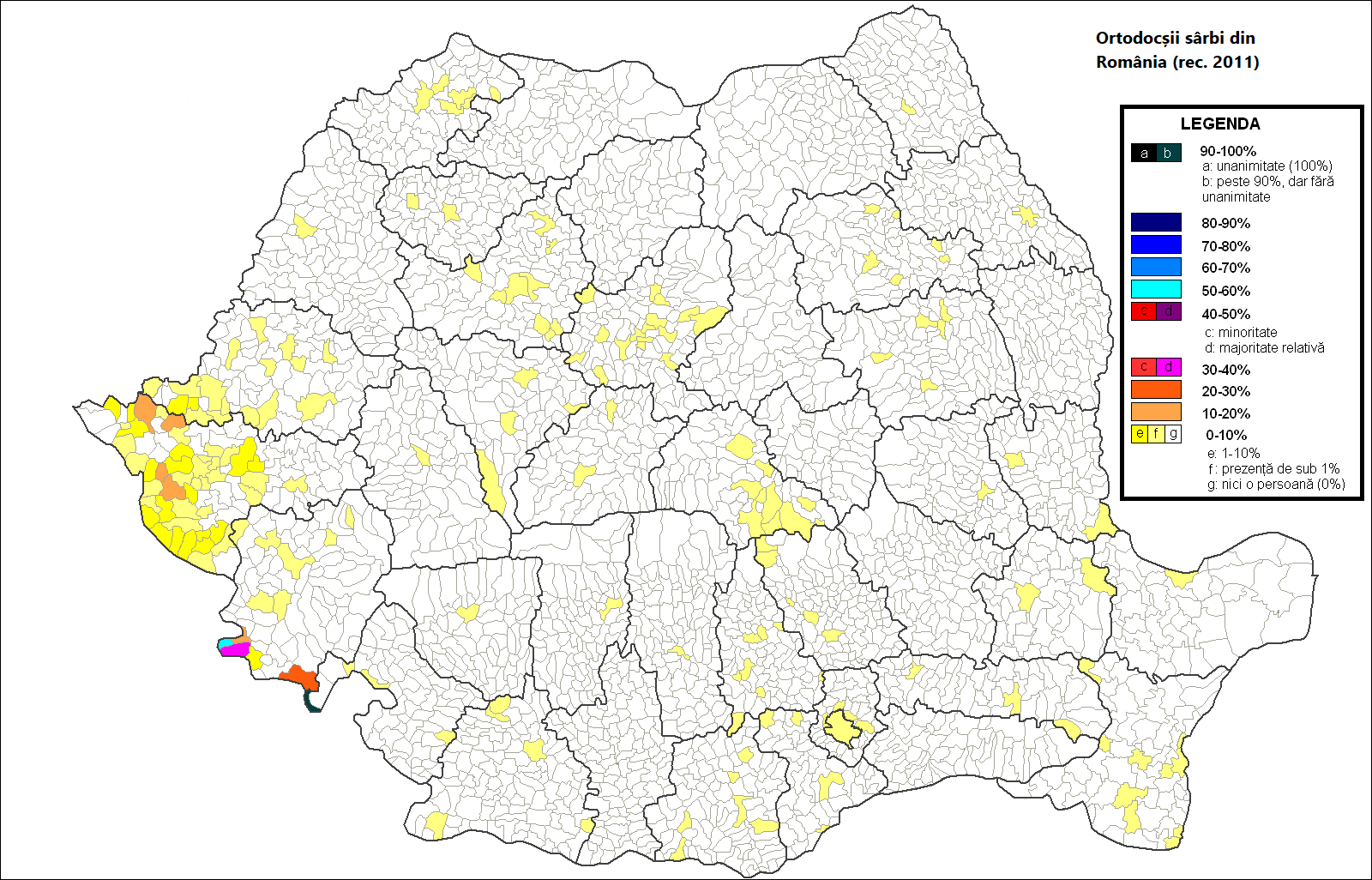
Ortodocșii sârbi din România (2011)

Biserica Ortodoxă Sârbă (în sârbă Српска православна црква, cu alfabetul latin[*]: Srpska pravoslavna crkva; prescurtat СПЦ / SPC) sau Biserica Sârbă este o biserică ortodoxă autocefală, situându-se pe locul șase ca importanță după Constantinopol, Alexandria, Antiohia, Ierusalim și Rusia. Este a doua biserică ortodoxă slavă ca vechime din lume (după Biserica Ortodoxă Bulgară), precum și cea mai occidentală  biserică ortodoxă din Europa.
Exercită jurisdicție asupra creștinilor ortodocși din Serbia și a populației din diasporă. Patriarhul Serbiei servește ca primul între egali ai bisericii. Actualul patriarh este Porfirie Perić.
Biserica Ortodoxă Sârbă este membră autocefală a comuniunii ortodoxe situată în principal în Serbia (inclusiv Kosovo), Bosnia și Herțegovina, Muntenegru și Republica Macedonia, precum și Croația. Deoarece mulți sârbi au emigrat în țări străine, acum există biserici ortodoxe sârbe în întreaga lume.
Biserica Ortodoxă Sârbă deține numeroase moaște creștine, precum mâna dreaptă a lui Ioan Botezătorul, mâna și părți din craniul Sfântului Gheorghe, fragmente din Sfânta Cruce, degetul Sfintei Cuvioase Parascheva, trupul Sfântului Vasile de Ostrog etc.

## Istoric
Emigrarea sârbilor sub conducerea patriarhului Arsenie al III-lea, în 1690, pe teritoriul Imperiului habsburgic a făcut posibilă înființarea unei noi structuri ecleziastice, cu un rol esențial în emanciparea poporului sârb. Trecera patriarhului Arsenie al III-lea în nordul Dunării și Savei la Mănăstirea Cruședol (până în 1701) și apoi la Szentendre ridică problema înființării unei noi organizații bisericești, cunoscută sub numele de Mitropolia de Karloviț. 
Împăratul Leopold I le-a oferit sârbilor o serie de privilegii în perioada 1690-1696, privilegii pe care românii din Imperiu nu le-au avut niciodată. Patriarhul sârb era în același timp și șef politic, fapt recunoscut în Diploma imperială din 11 decembrie 1690: "Toți să se supună arhiepiscopului, capul lor bisericesc, și în cele duhovnicești și în cele lumești". 
Înainte de pacea de la Belgrad (1739), un al doilea grup de sârbi s-a refugiat, sub conducerea patriarhului Arsenie al IV-lea, în Imperiul habsburgic. Numărul sîrbilor a crescut, iar rolul lor în Imperiu a început să fie mult mai important. 
Deși războaiele ruso-austro-turce din secolul al XVIII-lea au afectat Serbia, întotdeauna poporul sârb a văzut în ele tot atâtea posibilități de a-și dobândi independența. 
După Pacea de la Șiștov (1791), aproximativ 50. 000 de sârbi au trecut râul Sava, cerând azil la habsburgi. Pentru a frâna o masivă depopulare, Poarta le-a oferit amnistie și o serie de scutiri. Un număr de egumeni, ca cei de la Studenica, și cneji fugiți la Panciova au cerut să se întoarcă în Serbia. 
Descoperirea complotului pus la cale de sîrbi și decapitarea unor cneji în 1804 a constituit cauza izbucnirii unui conflict sângeros între sîrbi și otomani, având ca efect dobândirea autonomiei politice de către sîrbi. Încă din 1791, deci cu mult înainte de declanșarea răscoalei, arhimandritul sîrb Stepan Jovanovic a alcătuit un manifest prin care cerea autonomia țării sale, dând ca exemplu statutul special de care se bucurau Muntenia și Moldova. Asemănător, în 1803, arhimandritul Arsenios Jankovic propunea Rusiei realizarea unui imperiu slavo-sârb. La un proiect asemănător adera și mitropolitul de Karlovitz, Ștefan Stratimirovici. 
Mai menționăm că în istoria Mitopoliei de Karloviț, există 3 perioade distincte: epoca privilegilor (1690-1779), în care viața bisericească și raporturile cu statul habsburgic erau reglementate conform privilegiilor acordate; epoca Rescriptului declaratoriu, al Regulamentului și Sistemului consistorial (1779-1782-1868), și în fine epoca Rescriptului imperial (1868-1920). Rolul Bisericii Ortodoxe Sârbe în dobândirea independenței și în realizarea unității poporului sârb în decursul secolelor XIX și XX a fost de o importanță majoră. În acest efort, un loc important l-a avut crearea Mitropoliei de Karlowitz, care însemna înființarea unei structuri bisericești autonome într-o țară creștină și liberă. 
Mitropolia din Carloviț a avut în sec. al XIX-lea îndeosebi 2 ierarhi mari: Ștefan Stratimirovici (1790-1836/1837) și Iosif Raiacici (1842-1861). 
În anul 1757 în Bacica, a venit în viață, marele ierarh Ștefan Stratimirovici. Încă de tânăr a avut o mare înclinație spre a dobândi cât mai multe informații, în diverse domenii, cum ar fi : învățarea limbiilor străine, a filozofiei și s-a axat bineînțeles pe teologie, pe care a aprofundat-o până în "pânzele albe", mai ales din punct de vedere istoric; a scris poezii care nu au fost publicate, dar au fost publicate diverse lucrări canonice și istorice și a întemeiat cercul de literari și oameni de cultură la Karloviț - el fiind ales membru al Academiei de Științe din Göttingen. A avut o mare influență asupra vieții bisericești, a luptat pentru creștinii ortodocși din Imperiul habsburgic, pentru ca ei să nu-și piardă credința în Dumnezeu, a întemeiat primul gimnaziu sîrb, la Karloviț în anii 1791-1792, pe care a susținut-o din toate punctele de vedere, atât pe profesori cât și pe elevii acesteia, a întemeiat un internat pentru cei neajutorați, peste 300 școli, și a luptat contra influenței catolice, iar în 1794 a deschis Seminarul teologic superior pentru întrega mitropolie. 
Mitropolitul Iosif Raiacici a luptat contra Revoluției Maghiare de la 1848. La adunarea generală a delegaților sârbi ținută în 1848 la Sremski Karlovici a fost desemnat patriarh, alegere confirmată de împăratul Franz Joseph al Austriei, care a înființat Patriarhia de Carloviț, cu multă putere și influență. Episcopii ortodocși din Bucovina, Banat și Transilvania au fost subordonați Patriarhiei de Carloviț. În toate evenimentele politice majore din secolul al XIX-lea Biserica Ortodoxă a avut un cuvânt de spus. Răscoala sârbă izbucnită în 1804 a antrenat și clerul sârb, devenit în timpul conflictelor forță conducătoare. Revoluționarii sârbi au dorit permanent să refacă Serbia din perioada sa de glorie, chiar dacă anumite teritorii - precum Kosovo - erau locuite în secolul al XIX-lea de populații majoritare de altă religie – musulmani - sau aveau o politică proprie - precum Macedonia. 
Începutul anului 1804 l-a determinat pe episcopul Jovan Jovanovic să ceară țarului ajutor militar pentru ca sîrbii să-și dobândească libertatea. Răscoala sîrbilor și revoluția grecilor au dus la o apropiere între popoarele balcanice, pe baza credinței religioase, care îi obliga să fie solidari în timpul conflictelor cu Imperiul otoman. În 1805 se formează, sub conducerea lui Karageorge (ierarh grec al Belgradului), un consiliu de conducere în care un rol important l-au avut preotul Nenadovic și juristul Teodor Filipovic, cel care a conceput organizarea statului sârb pe principiile raționalismului francez. 
În timpul primei răscoale sîrbești împotriva turcilor (1804-1806), eroul Karagheorghe, pentru a putea face legătura cu trupele rusești din zona Vidinului, a cerut să se răscoale și populația din județele timocene, care aparțineau Pașei de la Vidin. Cu anumite ocazii, românii s-au aliat cu sîrbii, însă nu au avut multe de câștigat din acest tip de politică. Cu alte ocazii s-au împotrivit unor răscoale, cum a fost cea condusă de haiducul Veljko Petrovic. Karagheorghe împreună cu o armată de 3. 000 de oameni a desființat satele "neascultătoare" locuite de români, cerând încă din anul 1809 ca granița răsăriteană a viitoarei Serbii să fie râul Timoc. 
Distrugerea Mânăstirii Studenica în 1806 de către trupele otomane a însemnat declanșarea conflictului deschis dintre sîrbi și Poartă, luptă care a readus popoarelor balcanice speranța independenței. 
Răscoala a încetat în 1812, Poarta încercând să readucă liniștea în Serbia, acordând amnistie răsculaților, introducând impozite moderate și o autonomie administrativă locală. Mânăstirile și bisericile au devenit adăposturi ale răsculaților sârbi. Mânăstirile Valjavic și Bogovadji au fost transformate în centre ale rezistenței sârbilor. Călugări precum Paisie, Ioanichie, Gavriil, Samuil, Gherasim, preoții Meletie Niksic, Luka Lazarevic, Djoko Djuric, călugărul Hagi Iosif și arhimandritul Hagi Meletie de la Rasa au devenit simpatizanți ai mișcării revoluționare. O serie de mânăstiri și locașuri de cult au fost distruse. În 1815 s-a constituit o delegație sârbă, avându-l în frunte pe Meletie Niksic, pentru a semna armistițiul. Pe parcursul mișcării revoluționare, răsculații sîrbi au arborat steaguri cu simboluri și icoane ortodoxe. 
Miloș Obrenovici /Miloš Obrenović ( 1805-1815 episcop grec de Ujițe ), era un erou național sîrb - politica lui era să construiască treptat pe baza a ceea ce putea realiza în teritoriul său cu acordul Porții. Și-a folosit poziția de unic reprezentant politic al Serbiei în relațiile cu guvernul otoman pentru a câștiga din ce în ce mai multă autonomie. El reia mișcarea de eliberare a poporului său și obține în aprilie 1815 autonomia Serbiei, în limitele Pașalâcului de Belgrad, reușind anexarea zonei locuite de românii apuseni dintre Morava de Est și Timoc, însă nu a cucerit Timocul și Craina. 
Prin «Pacea de la Adrianopole» din 1830, care aduce Bisericii Sîrbe și statului, libertatea, oferită de patriarhul de Constantinopole, și prin Hatiseriful de la 1830, Miloș Obrenovici reușește să anexeze județele majoritar românești, Timoc și Craina. 
Obrenovici inițiază un program agresiv de asimilare forțată a românilor din Timoc. Educatorii români sunt înlocuiți de sîrbi, care nu vorbeau română. Preoții români sunt alungați în România, fiind înlocuiți de preoți slavi, iar serviciul religios a început să fie oferit în limba slavonă. Procesul de asimilare forțată a românilor din Timoc a durat zeci de ani, și a crescut în intensitate și complexitate. Comunitățiile române au continuat să tipărească însă ziarul Vorba Noastră, la Zaiecar, dar acesta a fost interzis începând cu anul 1848, la fel ca ziarul bilingv Bilten din Pozarevat. În aceași perioadă, în recensământurile oficiale, comunitatea română scade în importanță de la 93. 444 locuitori în 1948 la 1. 369 în 1961. 
Situația Bisericii Ortodoxe Sîrbe s-a îmbunătățit în timpul guvernării lui Miloș Obrenovici, prin înființarea, în 1822, a Consistoriului și a Seminarului Teologic, în 1836 Skupstina (Parlamentul) de la Kragujevac, din 21 mai 1836 a votat o importantă lege privitoare la organizarea bisericească. Textul acestei legi a fost elaborat de mitropolitul Petru care a contribuit la crearea Consistorului, a vieții monahale, întemeiind în 1836 seminarul la Belgrad, iar în 1827 a întemeiat Catedrala, dorinduse promovarea unui cler instruit. Mitropoliții Mihail Jovanovic și Teodosie al Belgradului au continuat opera lui Petru, mitropolitul Mihail fiind obligat să facă față crizei declanșate de formarea Exarhatului bulgar și puternicei propagande catolice. 
Episcopii greci care i-au păstorit pe sîrbi în epoca fanariotă (1766-1830) au lăsat o proastă imagine în popor. Lupta pentru un cler național a fost dusă atât de simplii credincioși sîrbi, cât și de puterea politică, prin principalul ei exponent, Miloș Obrenovici, care până la urmă a fost recunoscut ca prinț în cadrul Imperiului otoman. În 1830, Serbia obține un nou statut politic, o autonomie politică și economică, problemele religioase fiind în continuare de competența Patriarhiei Ecumenice. Cu toate acestea, în 1832, prin Tomosul sinodal dat de Constantinopol și semnat de patriarhul ecumenic Constantin I ( rege al Greciei ), Biserica Ortodoxă Sîrbă și-a obținut autonomia. Acest Tomos prevedea între altele și dreptul conform căruia cneazul și poporul sîrb pot alege ierarhii fără ca Marea Biserică, Patriarhia Ecumenică, să obiecteze cu privire la modalitatea de alegere, la persoana aleasă și la locul nașterii acestuia. 
Prin convenția din 1832, Patriarhia recunoștea independența Bisericii Sîrbe, clerul și poporul sîrb putând alege pe cine voiau, iar patriarhul trimițându-le confirmarea și binecuvântarea. 
Mitropolitul de Belgrad purta titulatura de, , mitropolit al întregii Serbii”. Patriarhia Ecumenică trebuia anunțată asupra alegerii mitropolitului, acesta primind automat și aprobarea Constantinopolului. Alegerea episcopilor urma să primească binecuvântarea patriarhului ecumenic, urmând să se plătească Patriarhiei anumite dări la instalare. Mitropolitul de Belgrad era obligat să-l pomenească pe patriarhul ecumenic în cadrul Sfintei Liturghii. Tomosul sinodal emis de Sf. Sinod al Constantinopolului a fost semnat de Antim de Cizic, Panaret de Nicomidia, Nichifor de Dercos, Metodie de Rhodos și Dionisie de Versia. 
Biserica din Karloviț pierde în 1864 episcopiile din Mitropolia Ardealului și la 1873 pe cea a Bucovinei, unită cu cele două episcopii – Zaro și Cattaro – din Dalmația, rămânând deci numai cu centrele bisericești : Karloviț, Novisad, Buda, Carlștadt și Pacraț, în Slovenia. 
În anul 1875, Bosnia și Herțegovina încep răscoale împotriva turcilor, iar în 1876 Muntenegrul și Serbia declară război Turciei, la acest război împotriva turcilor se aliază Rusia și România. Are loc în anul 1878 încheierea unui tratat, numit «Tratatul de la San Ștefano», act numit și «preliminarii ale Păcii», prin care Serbia și Muntenegru sunt declarate independente, și obțin teritorii în plus, și anume : valea superioară a Moravei pentru Serbia și Muntenegrul avea acces la Adriatica; iar Bosnia și Herțegovina trec sub autoritate austriacă, până în anul 1908. 
În Bosnia și Herțegovina erau patru mitropoliți, și anume la : Saraievo, Zvornic, Mostar și Banialuca, care erau sub juristicția Patriarhiei de Constantinopole, iar datorită discuțiilor purtate între Constantinopole și Viena, în anii 1902-1905, cele patru mitropolii sunt declarate autonome. 
După dobândirea independenței naționale, în 1878, situația politică a Serbiei s-a schimbat. Patriarhul ecumenic Ioachim al III-lea (1878-1884; 1901-1912) este rugat în numeroase scrisori să ofere autocefalie Bisericii Sârbe. În acest sens, Milan Obrenovici ( văr de gradul al VI-lea al lui Miloș Obrenovici ) s-a adresat Patriarhiei de Constantinopol prin scrisoarea nr. 2690 din 27 aprilie/8 mai 1879, în care își exprima atașamentul și credința față de Marea Biserică, rugându-l pe patriarhul ecumenic să ofere independență religioasă Serbiei. 
În viața popoarelor ortodoxe, istoria bisericească s-a împletit mereu cu istoria lor politică. Așa se face că Serbia, devenită în 1878 principat independent, își dobândește în anul următor și neatârnarea din punct de vedere bisericesc, prin recunoașterea autocefaliei Bisericii Ortodoxe Sîrbe, de către patriarhul ecumenic Ioachim al III lea. 
Mitropolitul Mihail de Belgrad, prin scrisoarea nr. 2753 din 4/16 mai 1879, explică cererea autocefaliei prin noua situație politică în care se găsea statul sîrb. Patriarhia Ecumenică a emis, la 20 octombrie/1 noiembrie 1879, Tomosul sinodal care recunoștea autocefalia Bisericii Ortodoxe Sîrbe. 
Actul era semnat de Agathanghelos de Efes, Filotei de Nicomidia, Calinic de Calcedon, Ioachim de Dercos, Ierotei de Neocezareea, Meletie de Smirna, Paisie de Mithimnis, Nichifor de Imbros, Constantie de Fanariozaralos și Meletie de Coos. În Tomosul sinodal, Biserica Sîrbă era obligată să solicite Sf. Mir numai de la Constantinopol, cu toate că, din punct de vedere liturgic, sfințirea Sf. Mir este simbolul independenței bisericești. 
Trebuie precizat faptul că de acest avantaj beneficiază doar Arhiepiscopia Belgradului și Mitropolia Serbiei, iar Arhiepiscopia Muntenegrulu și Arhiepiscopia Carlovițului funcționau ca bisericii independente. După război, mai depindeau de Patriarhia Ecumenică doar Biserica Bosniei și Herțegovinei , Biserica din Serbia veche și din Macedonia și o parte din episcopiile care făceau parte din Mitropolia Bucovinei, iar în 1896 Patriarhia Ecumenică a desemnat ca mitropolit de Scoplie, pe grecul Ambrosios. 
În a doua jumătate a secolului XIX lea au avut loc lupte pentru dobândirea drepturilor în conducerea Bisericii de Karlovitz, Biserică considerată cea mai ridicată cultural, lupte duse de mireni, în frunte cu avocatul Zvetozar Miletici; procentajul mirenilor uniți pentru această cauză ajungând mai mare decât al clericilor la congresul național – bisericesc, iar din aceste motive patriarhul Gherman Anghelici († 1888) și canonistul Emilian Radici, în 1897 au desființat congresul, dar în următoarele congrese din anii 1902-1907, s-au unit partidele, fiind impulsionate de influențele austriace și maghiare și s-a reformat viața mânăstirească. 
Încheierea primului război mondial, în 1918, aducea statelor balcanice întregirea teritoriului lor național. La 1 decembrie, la Belgrad, a fost proclamat regatul sîrbo-croato-sloven, punându-se astfel bazele Iugoslaviei actuale. 
După ce teritorile bisericești ale Serbiei s-au unit, Sfântul Sinod de la Constantinopole a aprobat faptul ca Biserica Ortodoxă Sîrbă să devină patriarhie, în 1920 luna martie, iar în luna septembrie, în catedrala din Carloviț, a fost proclamată ca Biserică Ortodoxă Sîrbă unificată. În cadrul Patriarhiei au intrat : Mitropolia de Karlovitz, care avea șapte eparhii, Mitropolia Muntenegrului, care avea trei eparhii și era o mitropolie autonomă, Biserica Ortodoxă Sîrbă din Dalmația și Boca-Cataro, care avea două eparhii și era o mitropolie autonomă din 1873, Arhiepiscopia Belgradului, care avea cinci eparhii, care avea autocefalia dobândită din 1879, Biserica Ortodoxă din Bosnia și Herțegovina, care avea patru ierarhii, care a devenit independentă în anul 1878, Biserica Ortodoxă din Serbia Veche și Macedonia, care avea șase eparhii, care până în 1912 s-a găsit sub juristicția Constantinopolului, Biserica Ortodoxă Sîrbă din America, care avea la început o singură eparhie. 
În 1923 a fost construită o episcopie sîrbă în Chicago, ea fiind subordonată Patriarhiei de la Belgrad, ai căror titulari au fost : Mardarie Uscocovici (†1935), Irineu Georgevici (1935-1938), Damaschin (1938-1939), și Dionisie Milivoievici (1939-1963). În anul 1863 comunitățiile Bisericii Ortodoxe Sîrbe din America, formează trei eparhii, la care s-au ales și trei episcopi : Grigore Udicki pentru Episcopia Vestului, Firmilan Ococolici pentru Episcopia Vestului mișlociu și Ștefan Lastavica pentru Episcopia Americii de Răsărit și a Canadei. 
Primul patriarh a fost ales în 1920 și s-a numit Dimitrie, fost mitropolit al Belgradului. În perioada lui ca patriarh (1920-1930), a avut loc unificarea legislației bisericești în 1927, iar după zece ani ca patriarh al Bisericii Ortodoxe Sîrbe, a urmat în locul lui Varnava (1930-1937), fost mitropolit de Scoplie, acest patriarh a pus bazele unor noi regulamente spre folosul Bisericii în 1931, iar datorită opoziției lui a fost dezaprobat de parlament Concardatul pe care l-au înfăptuit în 1935, guvernul Iugoslav cu Vaticanul. În anii precedenți, mai exact 1938, a urmat Gavril ca patriarh (1938-1950), fost mitopolit al Muntenegrului, care a avut o activitate demnă de respect, pe vremea când era mitropolit, datorită implicării lui în ajutorarea celor în dificultății din pricina războiului mondial, chiar el a avut mari dificultății ca patriarh, datorită implicării lui verbale care provocau neplăceri celor de la putere, el fiind închis în lagărul de concentrare de la Dachau și în sanatoriul de la Karlovi-Vary, deabia în 1946 el este eliberat. În acești ani dureroși ai războiului au avut loc crime în masă, mai ales asupra mitropoliților, episcopilor, preoți, profesori și toți cei care erau implicați într-un fel sau altul în viața creștină ortodoxă, chiar și toate lăcașurile de cult, au fost distruse cu brutalitate. 
După anii triști ai războiului, pentru Iugoslavia a început o epocă nouă de reconstrucție și renaștere națională, pe care Biserica a sprijinit-o cu același entuziasm cu care de-a lungul veacurilor a sprijinit și cultivat idealurile de libertate și progres al poporului sîrb. 
Urmează după moartea lui Gavril (†1950), patriarhul Vichentie (1950-1958), el fiind cel care a reușit să stabilească legături de amiciție cu celelalte Bisericii Ortodoxe autocefale; activitatea lui ca patriarh fiind doar de opt ani, după care în 1958 acesta trece în neființă, și scaunul patriarhal este cedat Episcopului Jicei, Gherman care merge pe urmele lui Vichentie, el întărind și mai tare relațiile cu Bisericile Ortodoxe autocefale, prin vizite reciproce și alianțe, acesta reușește ca Biserica Ortodoxă Sîrbă să devină membră a Consiliului Ecumenic al Bisericilor, el fiind ales în 1968 președinte al Consiliului. 
Biserica Ortodoxă autonomă a Macedoniei apelează în 1966, la Soborul arhieresc, pentru a primi aprobarea de a se numi Biserică autocefală, dar dorința aceasta este respinsă de Sfântul Sobor, pe motivul că Biserica Ortodoxă a Macedoniei nu îndeplinește exigențele necesare pentru a deveni autocefală, iar aceasta la scurt timp după refuzarea primită, se declară ea unilateral, Biserică autocefală, dar ea a rămas nerecunoscută de celelalte Bisericii Ortodoxe autocefale, ca făcând parte din ele. 
Așa se ajunge ca în 1970, Biserica Ortodoxă Sîrbă, să dețină 28 eparhii, atât pe teritoriul Iugoslaviei, cât și în exteriorul acesteia, iar cuvântul hotărâtor în chestiuni bisericești îl are Sfântul Sobor Arhieresc, format din patriarh care poartă numele de « Arhiepiscop de Ipec și patriarh al Serbiei», cel care conduce Soborul, și din mitropoliți, episcopi și ierarhi.